# Nora Heintz
Leonora (Nora) Heintz (Rotterdam, 27 februari 1910 – Scheveningen, 23 juni 1979 ) was een Nederlands mezzosopraan.
Ze was dochter van Margaretha Hudig en arts Antonius Josephus Wilhelm Heintz, getrouwd in 1902. Zelf bleef ze vermoedelijk ongetrouwd.
Haar zangopleiding kreeg ze onder meer van Dora de Louw. Haar loopbaan liep van circa 1933 tot 1945. Het begon in Apeldoorn en omgeving met losse optredens ter ondersteuning van kerkdiensten. In de jaren veertig kwam daar Den Haag en omgeving bij; ze had toen een serie in het Mauritshuis (15 tot 21 augustus) met pianist violist Han van de Ven en pianist Albert Dankmeyer. Ze vestigde zich in Voorburg, trad spaarzaam op in bijvoorbeeld het Gemeentemuseum Den Haag. Daar nam ze in 1941 deel aan een zogenaamd debutantenconcert, maar noch zij noch de andere deelnemer Marinus Voorberg waren debutant.  Ze zong niet alleen klassiek repertoire maar ook werken van Hendrik Andriessen, Willem Pijper en Alphons Diepenbrock. Na Tweede Wereldoorlog werd van haar op zanggebied niets meer vernomen. 
In 1958 woonde ze in Den Haag.  Ze overleed op 69-jarige leeftijd na een lang ziektebed in Huize “Bosch en Duin” te Scheveningen. Ze werd in stilte gecremeerd. 